# Léon Moussinac
Léon Moussinac, né le 19 janvier 1890 à Migennes (Yonne) et mort le 10 mars 1964 à Paris, est un écrivain, journaliste, historien et critique de cinéma français.

## Biographie
Fils de Jean Moussinac, chef de gare aux chemins de fer départementaux, Léon Moussinac naît au domicile de celui-ci : la gare de Laroche-Migennes. Il poursuit ses études jusqu'à la licence de droit, contraint de travailler par ailleurs après la mort de son père en 1907.
Appartenant à la classe 1910, il doit passer huit ans sous les drapeaux et fait la guerre en première ligne ; il épouse Jeanne Lods en 1916. Il écrit en 1919 son premier article pour la revue Le Film que dirige Louis Delluc, son ami d'enfance qu'il connut à Paris sur les bancs du lycée Charlemagne et avec lequel il a été l'un des premiers théoriciens et critiques indépendants en France. Rendu à la vie civile, il devient critique de films à la revue Mercure de France, puis au quotidien L'Humanité à partir de 1923 où il tient une rubrique hebdomadaire.
Il adhère au Parti communiste français (PCF) en 1924.
Ses travaux théoriques et historiques, réunis pour la première fois en 1925 dans son essai Naissance du Cinéma, ont précédé, à l'exception des travaux de Louis Delluc, tous les ouvrages consacrés au cinéma ; il est possible qu'il ait ainsi influencé ses amis Eisenstein, Béla Balázs et Vsevolod Poudovkine.
Grâce à son action au sein du mouvement associatif Ciné-Club de France, le film Le Cuirassé Potemkine est projeté pour la première fois le 13 novembre 1926 à Paris, dans la salle de l’Artistic, louée pour un après-midi. Il fonde peu après avec son ami Jean Lods le « premier ciné-club de masse » — selon l'expression de Georges Sadoul — Les Amis de Spartacus, qui organise des projections au Casino de Grenelle avant d'être interdit après six mois d'existence par le préfet de police Jean Chiappe.
En septembre 1933, il reprend le magazine Regards, créé en 1932, avant d'en confier les rênes à son ami Pierre Unik.
Il est le fondateur, en 1932, avec Paul Vaillant-Couturier et Aragon, de l'Association des écrivains et artistes révolutionnaires (AEAR) créée en France, à la tête de laquelle figurent également Charles Vildrac et Francis Jourdain. Sous l'autorité tacite du Parti communiste français, l'association et son organe Commune ont alors pour mission de réunir les différents courants culturels qui, en France, se préoccupent à l'époque des rapports entre l'engagement révolutionnaire et la culture.
Léon Moussinac participa à la création de la F.T.O.F., Fédération du théâtre ouvrier de France. Avec Paul Vaillant-Couturier, il a appuyé le groupe Octobre, troupe de théâtre d'agitprop, à ses débuts. C'est d'ailleurs par l'entremise de ces deux personnages que le groupe Octobre a rencontré Jacques Prévert.
Arrêté en avril 1940 pour « propagande communiste », il est interné au camp de Gurs. En octobre 1940, il est transféré avec un groupe de 85 détenus à la prison militaire de Nontron,. Léon Moussinac est finalement jugé et acquitté en novembre 1941. Il entre ensuite au sein des mouvements de la Résistance.
Il est directeur de l'IDHEC de 1947 à 1949 et de l'École nationale supérieure des arts décoratifs (ENSAD) de 1946 à 1959. En 1947, Les Statues de sel heurta le conformisme moral et esthétique de son parti et selon Pierre Daix, Jean Jérôme lui a reproché « sa complaisance pour les aventures scabreuses », en décidant de le boycotter par les organisations du parti.
Le 16 avril 1950, pour le 50e anniversaire de Maurice Thorez, il écrit la chanson Fils du peuple, sur une musique de Roger Désormière, enregistrée au Chant du Monde et publiée dans L'Humanité-Dimanche. Dans ses mémoires de 1976, Pierre Daix a prétendu qu’il aurait "tenté de se suicider" huit mois après, ce que "les éditeurs ne confirment pas", après avoir été critiqué en deux lignes dans L'Humanité pour avoir « composé avec la ligne du parti ». Il avait publié dans le numéro du 1er décembre 1950 de ce journal un article exaltant l’œuvre et l’engagement de Picasso qui exposait alors à la Maison de la Pensée française un choix personnel de ses sculptures. Au même moment, Auguste Lecœur a publié deux articles dans L'Humanité, le 30 novembre et le 8 décembre, intitulés « Le peintre à son créneau », titre emprunté au peintre André Fougeron, en préparation de l'exposition itinérante "Au pays des mines". Le deuxième reproche en deux lignes à Moussinac d'avoir écrit qu’il ne faut pas confondre le sujet d’un tableau et son contenu et Moussinac s'en est ému dans son journal le 8 décembre.

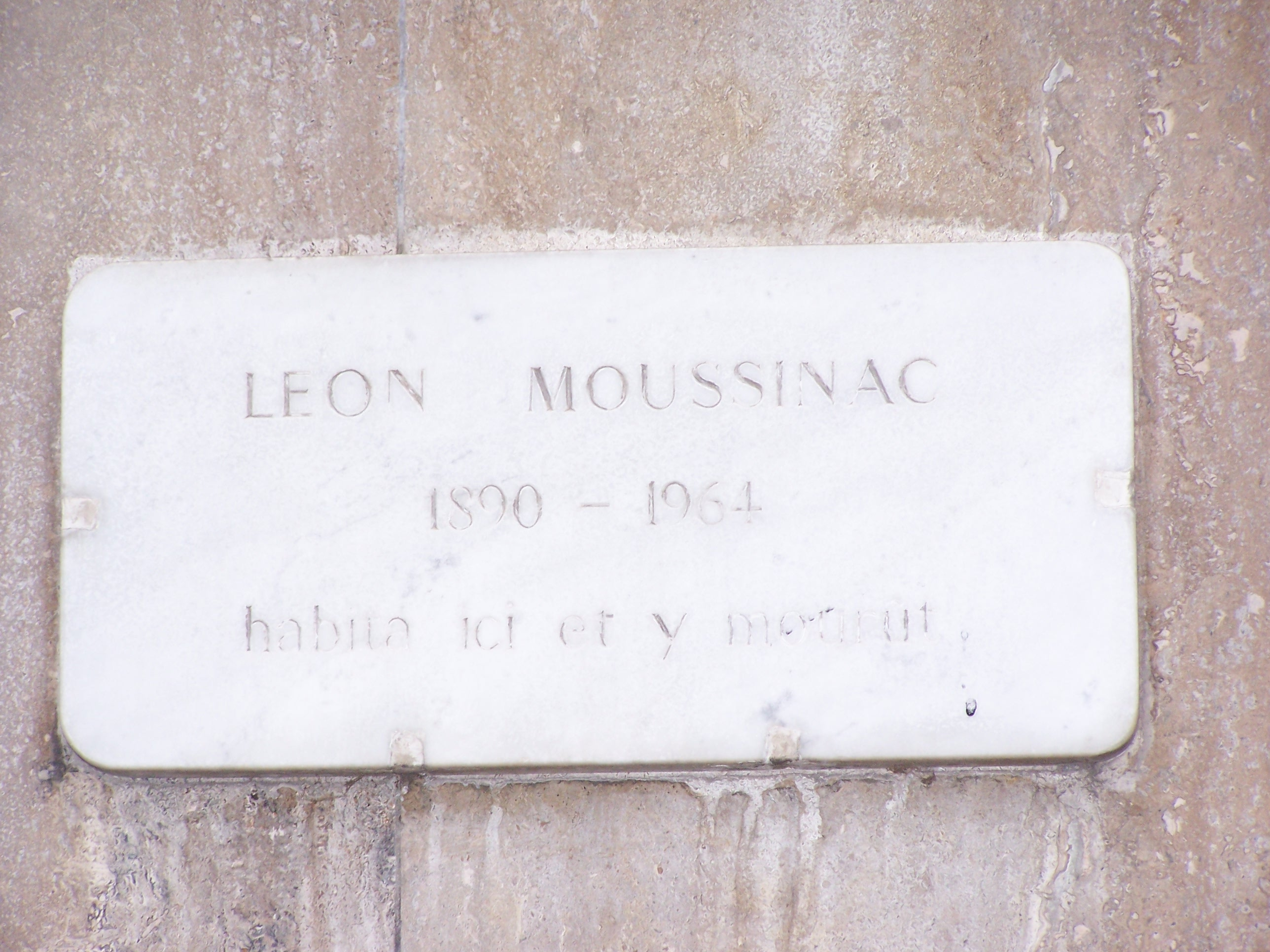

Quatorze ans plus tard, Léon Moussinac est victime d'une crise cardiaque à son domicile dans son bureau particulier, au 1 rue Leclerc dans le 14e arrondissement alors qu'il préparait un livre sur Louis Delluc. Il est transféré à l'Hôpital Lariboisière (10e arrondissement) où il meurt le 10 mars 1964,. Boris Taslitzky lui rend un hommage dans La Nouvelle critique
. 
Il est enterré au cimetière du Père-Lachaise (93e division). Ses archives sont conservées au département des Arts du spectacle de la Bibliothèque nationale de France.

## Écrits

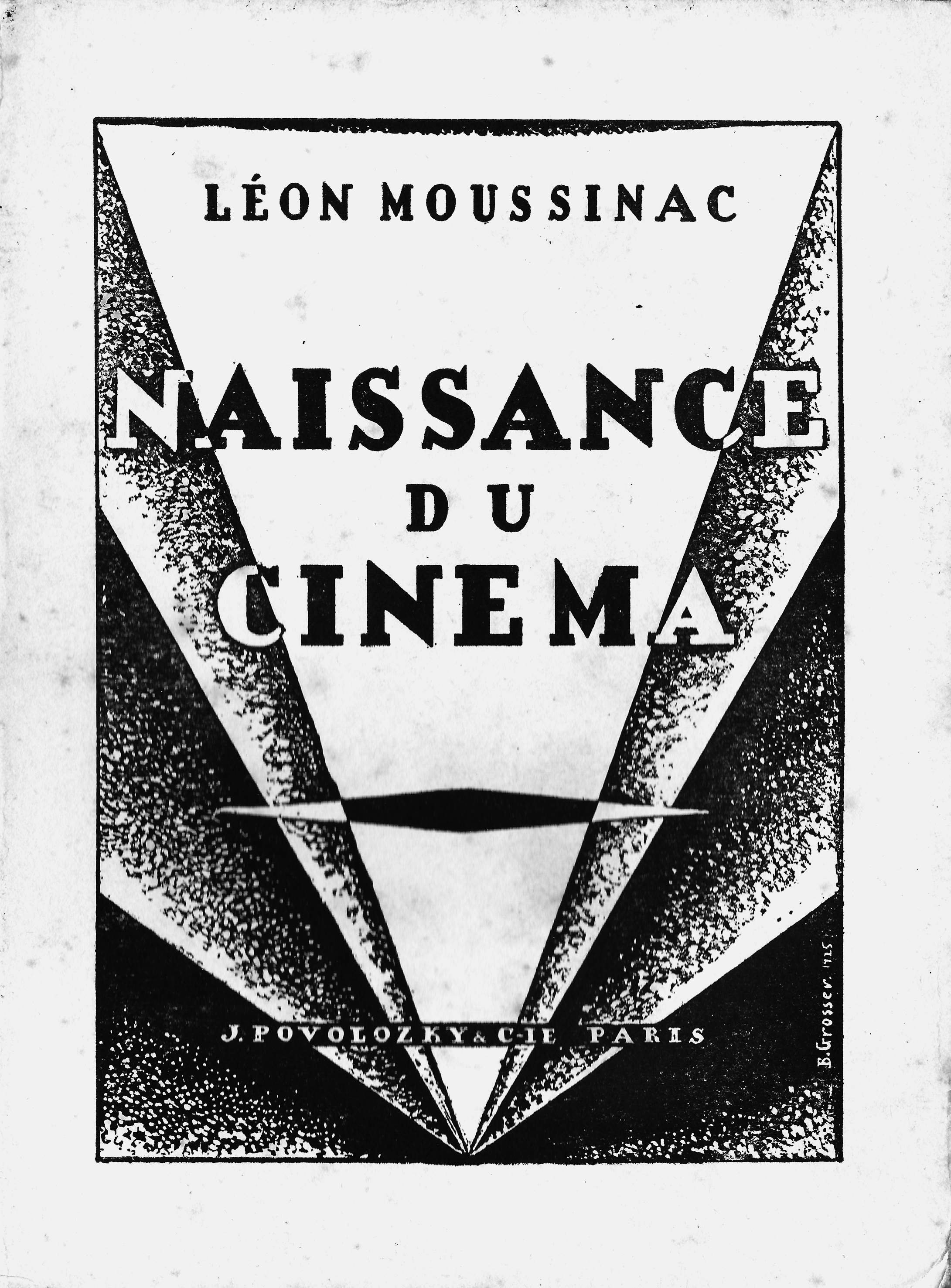
Couverture de Naissance du cinéma, 1925.

- Dernière heure, poème, Ed. Librairie de France, 1923
- Naissance du cinéma, Paris, Éd. J. Povolozky, 1925, et Éditions d’Aujourd’hui, 1983
- Le Père Juillet - Tragi-farce en deux parties et un intermède, Léon Moussinac et Paul Vaillant-Couturier, Paris, 1927
- Le cinéma soviétique, Gallimard, 1928
- Panoramique du cinéma, Paris, Au sans pareil, 1929
- La Tête la première, roman, Flammarion, 1931
- Mallet-Stevens, éditions G. Crès & Cie, Collection les artistes nouveaux, Paris, 1931
- Manifestation interdite, roman, Éditions Sociales Internationales, 1935
- Tendances nouvelles du théâtre, A. Levy, 1931
- Les Champs-de-Moë, roman, La Bibliothèque Française, Paris, 1945
- Poèmes impurs : 1934-1944, Préface d'Aragon, Sagittaire, 1945
- Aubes clandestines, recueil de poèmes, [ca 1945]
- Le Radeau de la Méduse (Journal d'un prisonnier politique, 1940-1941), Paris, Éditions Hier et Aujourd'hui, 1945 - rééd. Aden Éditions, Bruxelles, 2009
- Les Statues de sel, nouvelles, Éditions Hier et Aujourd'hui, 1947
- Traité de la mise en scène, Massin et Cie, 1948
- Le théâtre, des origines à nos jours, Amiot-Dumont, 1957
- S.M. Eisenstein, Seghers, 1963
- L'Âge ingrat du cinéma, Éditions du Sagittaire, 1946 ; Éditeurs français réunis, 1967, préface de Georges Sadoul

## Filmographie
Sauf indication contraire, les informations mentionnées dans cette section peuvent être confirmées par la base de données cinématographiques IMDb,  présente dans la section « Liens externes ».
Léon Moussinac a joué dans quelques films :
- 1921 : Fièvre de Louis Delluc : César
- 1921 : Prométhée... banquier de Marcel L'Herbier
- 1929 : The Storming of La Sarraz de Sergueï Eisenstein, Ivor Montagu et Hans Richter : D'Artagnan
- 1933 : Ciboulette de Claude Autant-Lara
- 1937 : La Vie d'un homme (documentaire) de Jean-Paul Le Chanois : commentateur

#### Ouvrages et études sur Léon Moussinac
- Georges Sadoul, préface à L'âge ingrat du cinéma, Paris, Éditeurs français réunis, 1967.
- Marie-Cécile Bouju, Léon Moussinac, éditeur engagé (1935-1939), Annales des amis de Louis Aragon et Elsa Triolet, 2007, no 9.
- Christophe Gauthier, La passion du cinéma : cinéphiles, ciné-clubs et salles spécialisées à Paris de 1920 à 1929, Paris, Association française de recherche sur l'histoire du cinéma : École des chartes, 1999.
- Jacky Tronel, « Léon Moussinac, l'ami d'Aragon », revue Arkheia, Montauban, 2009, no 21 (
- Valérie Vignaux (coordination avec la collaboration de François Albera), Un intellectuel communiste et Léon Moussinac, critique et théoricien des arts, Paris, Association française de recherche sur l'histoire du cinéma, 2 volumes (études et anthologie), 2014 [présentation en ligne sur afrhc.fr]
- Nicole Racine, notice « Léon Moussinac », Le Maitron en ligne

#### Ouvrages et études en relation avec l'AEAR
- Nicole Racine, "L'Association des Écrivains et Artistes Révolutionnaires (A.E.A.R.). La revue Commune et la lutte idéologique contre le fascisme (1935/1936)", Le mouvement social, janvier-mars 1966, no 54, p. 29-47.